# Kottáni
Kottáni, en grec moderne : Κοττάνη, également appelé Tzouvánse (Τζουβάνσε), est un village de Macédoine-Orientale-et-Thrace, en Grèce. Depuis 2010, il fait partie du dème de Mýki.
Selon le recensement de 2011, la population du village compte 23 habitants.